# Wallows

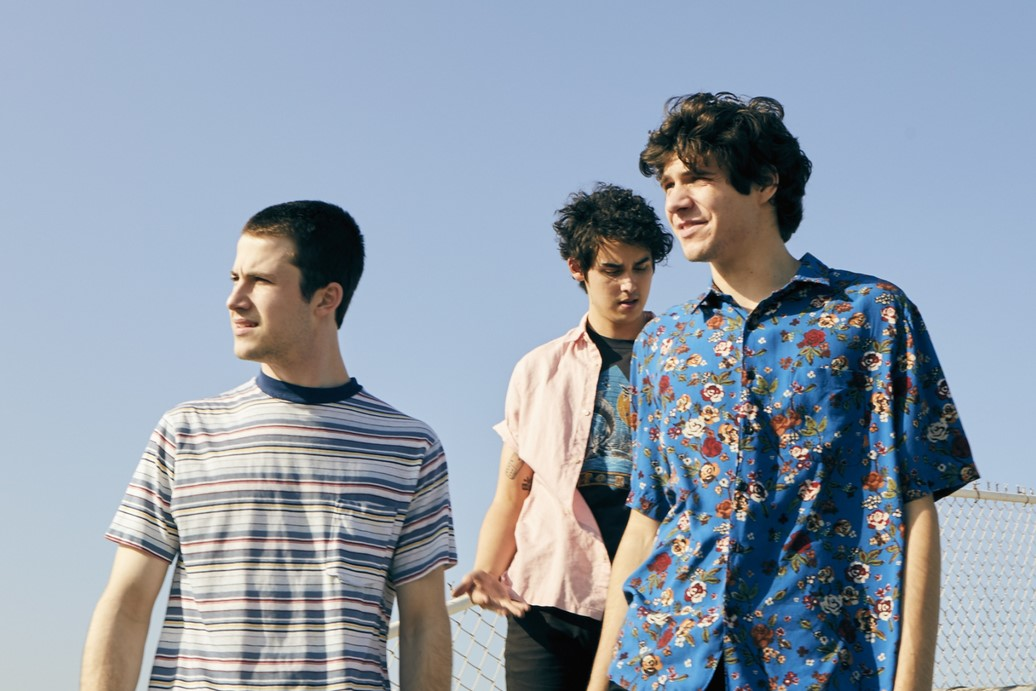
Wallows – Dylan Minnette (links), Cole Preston (Mitte), Braeden Lemasters (rechts)

Wallows ist eine US-amerikanische Alternative Rock Band aus Los Angeles. Sie besteht aus Dylan Minnette (Gitarre und Gesang), Braeden Lemasters (Gitarre und Gesang), und Cole Preston (Gitarre und Schlagzeug) sowie Zack Mendenhall (Bass und Gitarre) unter The Feaver und The Narwhals.

## Geschichte
Die Bandmitglieder schlossen sich als Teenager zu der Gruppe „Join the Band“ zusammen und spielten 2011 im Musikprogramm Keyboard Galleria Music Center in South Carolina. In den folgenden Jahren wechselten sie mehrfach den Namen und traten als The Feaver oder The Narwhals auf, bis sie sich schließlich für Wallows entschieden. 2011 spielten sie auch bei der Warped Tour.
Wallows veröffentlichten im April 2017 ihren Debütsong Pleaser, welcher in den Spotify Global Viral 50 charts den zweiten Platz und in der KRQQ Locals Only Playlist die Nummer eins belegte. Im Mai 2017 veröffentlichte Wallows ihren zweiten Song Sun Tan und gaben Live Vorstellungen in Los Angeles, unter anderem in den Theatern The Roxy und Troubadour. Ihr dritter Song Uncomfortable wurde im September 2017 veröffentlicht.
Im November 2017 wurde ihr Song Pulling Leaves Off Trees als Premiere in der Radioshow Beats 1 von Zane Lowe gespielt. Im gleichen Monat kündigte Wallows ihre Nordamerika-Tour an, die am 24. Januar in San Francisco startete und im März im South by Southwest endete. Im Februar 2018 gab die Band bekannt, das sie bei Atlantic Records einen Plattenvertrag unterzeichnet hatten und kündigten ihre Debüt-EP Spring für April 2018 an. Als ersten Song der EP veröffentlichten sie Pictures of Girls und ein zugehöriges Musikvideo. Im März 2018 folgte der Song These Days. Die EP wurde am 6. April 2018 veröffentlicht und von John Congleton produziert.
Am 1. Februar 2019 veröffentlichten Wallows gemeinsam mit Sängerin Clairo den Song Are You Bored Yet als Teil ihres Debütalbums Nothing Happens, welches am 22. März 2019 gleichzeitig mit dem Musikvideo zu „Are You Bored Yet“ erschien. Bei diesem sind unter anderem auch Noah Centineo, Kaitlyn Dever und die Mitglieder der Band The Regrettes zu sehen.  Der Song erreichte Platz 2 der Billboard American Alternative Airplay Charts und wurde seitdem von der RIAA mit Dreifach-Platin ausgezeichnet. Zudem knackte er im März 2025 die 1 Milliarden Streams auf Spotify.
Am 22. März 2019 kam das Musikvideo zu Scrawny, am 30. September zu Treacherous Doctor und am 17. Januar 2020 zu Remember When.
Am 20. März erschien das Lied Ok und am 8. April 2020 folgte das zugehörige Musikvideo.
Wallows gingen 2019 auf ihre Nothing Happens Tour, erweiterten diese im Februar 2020 aber um 15 weiter Konzerte. Die Band kollaborierte in jeder Stadt mit lokalen, non-profit-Organisationen, wie Project Lazarus oder das LGBT Center aus Raleigh. Vor jedem Auftritt veröffentlichte die Band über Social Media eine Liste mit Artikeln zum Spenden, zu welchen man im Austausch eine kostenlose Anstecknadel von Wallows bekam. In einem Interview mit 97X merkte Dylan Minnette an, dass die Organisation Handy Inc. mit welchen sie in Fort Lauderdale und in Florida zusammenarbeiteten von Wallows-Fans über fünf Monate hinweg mit Spenden versorgt wurden.
Am 9. September 2020 brachten Wallows Nobody Gets Me (Like You) als erstes Lied der EP Remote und das Musikvideo dazu heraus. Kurz darauf erschien auch zum Song Virtual Aerobics ein Lyric-Video, welches aber nach Veröffentlichung der EP offline geschaltet wurde. Am 23. Oktober 2020 ist die EP herausgekommen und erreichte Platz 129 der US-Charts. Am 28. Oktober veröffentlichten Wallows ein Musikvideo zum Song Wish Me Luck.
Am 15. Februar 2021 wurde die Single Quarterback veröffentlicht, in der erstmals Cole Preston den Gesang übernommen hat. Am 19. Februar kam das Musikvideo dazu.
Am 30. September 2021 kam der Song und das Musikvideo I Don’t Want To Talk heraus. Der Song war der erste des für den 25. März 2022 angekündigten Albums Tell Me That It’s Over. Der Song Especially You kam am 3. Februar 2022 heraus.

## Diskografie

### Alben
| Jahr | Titel Musiklabel                                      | Höchstplatzierung, Gesamtwochen, AuszeichnungChartplatzierungen (Jahr, Titel, Musiklabel, Platzierungen, Wochen, Auszeichnungen, Anmerkungen) | Höchstplatzierung, Gesamtwochen, AuszeichnungChartplatzierungen (Jahr, Titel, Musiklabel, Platzierungen, Wochen, Auszeichnungen, Anmerkungen) | Anmerkungen                                                                                        |
| Jahr | Titel Musiklabel                                      | UK | US | Anmerkungen                                                                                        |
| ---- | ----------------------------------------------------- | --- | --- | -------------------------------------------------------------------------------------------------- |
| 2018 | Spring Atlantic Records                               | — | — | Erstveröffentlichung: 6. April 2018 EP                                                             |
| 2019 | Nothing Happens Atlantic Records                      | — | US75 Gold · (1 Wo.)US | Erstveröffentlichung: 22. März 2019                                                                |
| 2020 | Remote Atlantic Records                               | — | US129 (1 Wo.)US | Erstveröffentlichung: 23. Oktober 2020 EP                                                          |
| 2022 | Tell Me That It’s Over Atlantic Records               | — | US49 (1 Wo.)US | Erstveröffentlichung: 25. März 2022                                                                |
| 2022 | Wallows Singles Collection 2017–2020 Atlantic Records | — | US108 (1 Wo.)US | Erstveröffentlichung: 23. April 2022 Vinyl-Single-Kompilation, veröffentlicht zum Record Store Day |
| 2024 | Model Atlantic Records                                | UK38 (1 Wo.)UK | US28 (1 Wo.)US | Erstveröffentlichung: 24. Mai 2024                                                                 |
| 2025 | More Atlantic Records                                 | — | US119 (1 Wo.)US | Erstveröffentlichung: 12. April 2025 EP                                                            |

### Singles
| Jahr | Titel Album                        | Höchstplatzierung, Gesamtwochen, AuszeichnungChartplatzierungen (Jahr, Titel, Album, Platzierungen, Wochen, Auszeichnungen, Anmerkungen) | Höchstplatzierung, Gesamtwochen, AuszeichnungChartplatzierungen (Jahr, Titel, Album, Platzierungen, Wochen, Auszeichnungen, Anmerkungen) | Anmerkungen                                        |
| Jahr | Titel Album                        | UK | US | Anmerkungen                                        |
| ---- | ---------------------------------- | --- | --- | -------------------------------------------------- |
| 2019 | Are You Bored Yet? Nothing Happens | UK65 Platin · (13 Wo.)UK | US— ×3DreifachplatinUS | Erstveröffentlichung: 1. Februar 2019 feat. Clairo |

Weitere Singles
- 2017: Pleaser (US: Gold)
- 2017: Sun Tan
- 2017: Uncomfortable
- 2017: Pulling Leaves Off Trees
- 2018: Pictures of Girls
- 2018: These Days (US: Gold)
- 2018: Underneath the Streetlights in the Winter Outside Your House
- 2018: 1980s Horror Film II
- 2018: Drunk on Halloween
- 2019: Scrawny (US: Gold)
- 2019: Sidelines
- 2019: Trust Fall / Just Like a Movie
- 2020: OK (US: Gold)
- 2020: Nobody Gets Me (Like You)
- 2020: Virtual Aerobics
- 2021: Quarterback
- 2021: I Don’t Want To Talk
- 2022: Especially You

## Auszeichnungen für Musikverkäufe
| Goldene Schallplatte - Österreich - 2023: für die Single Are You Bored Yet? - Polen - 2021: für die Single Are You Bored Yet? - Portugal - 2022: für die Single Are You Bored Yet? - Schweiz - 2025: für die Single Are You Bored Yet? - Spanien - 2024: für die Single Are You Bored Yet? - Vereinigte Staaten - 2022: für das Lied Remember When | Platin-Schallplatte - Australien - 2023: für die Single Are You Bored Yet? 3× Platin-Schallplatte - Kanada - 2023: für die Single Are You Bored Yet? |

Anmerkung: Auszeichnungen in Ländern aus den Charttabellen bzw. Chartboxen sind in ebendiesen zu finden.
| Land/RegionAuszeichnungen für Musikverkäufe (Land/Region, Auszeichnungen, Verkäufe, Quellen) | Gold       | Platin     | Verkäufe  | Quellen             |
| -------------------------------------------------------------------------------------------- | ---------- | ---------- | --------- | ------------------- |
| Australien (ARIA)                                                                            | —          | Platin1    | 70.000    | aria.com.au         |
| Kanada (MC)                                                                                  | —          | 3× Platin3 | 240.000   | musiccanada.com     |
| Österreich (IFPI)                                                                            | Gold1      | —          | 15.000    | ifpi.at             |
| Polen (ZPAV)                                                                                 | Gold1      | —          | 10.000    | olis.pl             |
| Portugal (AFP)                                                                               | Gold1      | —          | 5.000     | Einzelnachweise     |
| Schweiz (IFPI)                                                                               | Gold1      | —          | 10.000    | hitparade.ch        |
| Spanien (Promusicae)                                                                         | Gold1      | —          | 30.000    | elportaldemusica.es |
| Vereinigte Staaten (RIAA)                                                                    | 6× Gold6   | 3× Platin3 | 6.000.000 | riaa.com            |
| Vereinigtes Königreich (BPI)                                                                 | —          | Platin1    | 600.000   | bpi.co.uk           |
| Insgesamt                                                                                    | 11× Gold11 | 8× Platin8 |           |                     |

## Tourneen
- Nothing Happens Tour (2019–2020)
- Tell Me That It’s Over (2022–2023)